# 数据库引擎
数据库引擎是数据库管理系统用来在数据库中進行创建、读取、更新和删除（CRUD）数据的底层软件组件。大多数数据库管理系统都提供应用程序接口(API)，允许程序員通過API与其底层的数据库引擎进行交互。许多数据库管理系统支持多个數據庫引擎，例如MySQL支持InnoDB以及MyISAM 。